# Associação Atlética Coruripe
L'Associação Atlética Coruripe és un club de futbol brasiler de la ciutat de Coruripe a l'estat d'Alagoas.

## Història

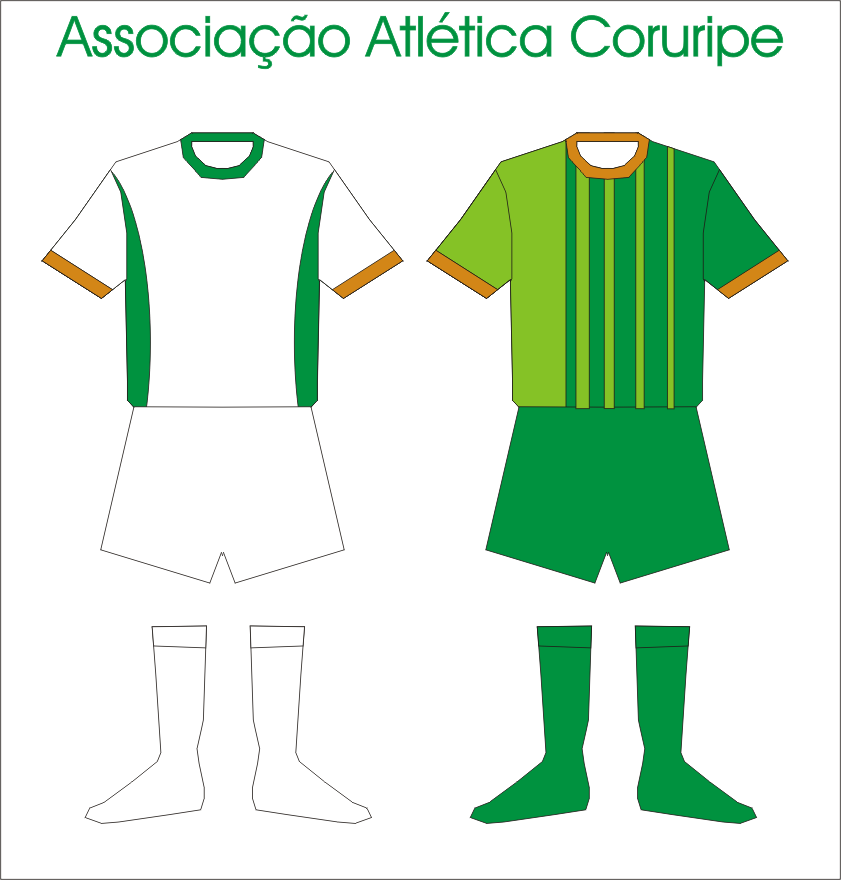
Uniforme del club l'any 2006.

El club va ser fundat l'1 de març de 2003. El 2003 guanyà el campionat alagoano de segona divisió. El 2006 guanyà el seu primer campionat estatal en derrotar el CSA. Repetí títol el 2007 i el 2014.

## Palmarès
- Campionat alagoano:
  - 2006, 2007, 2014

- Segona Divisió del Campionat alagoano:
  - 2003

- Torneio Início do Alagoano:
  - 2004